# Горичане
Горичане е село в Североизточна България. То се намира в община Шабла, област Добрич.

## История
Селото е на българска територия от 1878 до 1913 година. Името на селото е Яалъ юч орман или Ялюч орман. След 1913 година, когато влиза в Румъния, румънските власти го преименуват на Пъдурени (Pădureni). През 1940 година е върнато на България и през 1942 е преименувано на Горичане.

## Население
Преброяване на населението през 2011 г.
Численост и дял на етническите групи според преброяването на населението през 2011 г.:
|                     | Численост | Дял (в %) |
| Общо                | 134       | 100,00    |
| Българи             | 94        | 70,14     |
| Турци               | 24        | 17,91     |
| Цигани              | 0         | 0,00      |
| Други               | 0         | 0,00      |
| Не се самоопределят | 0         | 0,00      |
| Неотговорили        | 15        | 11,19     |